# Sergej Ursul
Sergej Ursul (* 7. Januar 1952 in Lypezke, Rajon Podilsk, Oblast Odessa, Ukrainische SSR; † 31. Januar 2021 in Vilnius) war ein litauischer Politiker.

## Leben
Nach dem Abitur an der Mittelschule absolvierte er 1977 das Diplomstudium der Agronomie an der LŽŪA in Kaunas. Er leitete Žemės ūkio bendrovė „Kyviškės“ in der Rajongemeinde Vilnius. 
Von 2011 bis 2012 war er Mitglied im Stadtrat Vilnius. Von 2012 bis 2016 war er Mitglied im Seimas.
Er war Mitglied der Darbo partija.
Mit Frau Vladislava hat er die Kinder Agata, Ana, Halina.